# Гюлмян
Гюлмян, Гюлмен, Дюлмен или Гюлемен (на украински: Ярове) е село в южна Украйна, административен център на Гюлеменски селски съвет в Болградски район на Одеска област. Населението му е около 1 230 души (2001).
Разположено е на 104 m надморска височина в Черноморската низина, на 7 km източно от границата с Молдова и на 55 km североизточно от град Болград.

## История
Селото е основано през 1830 година от български преселници от Тракия, главно от село Гюлемен (днес Роза). През 1835 година в селото са регистрирани 101 семейства с 568 жители (320 мъже и 248 жени). През 1844 година семействата са 78, а общият брой на жителите - 578 (335 мъже и 243 жени). Според данни от 1837 година в Дюлмен се отглеждат 80 коня, 544 глави едър рогат добитък, 1804 овце, 5 магарета и 13 свине. Има 7 вятърни и една конна мелница, 25 тъкачни стана.
През 20-те години на ХХ век над 20 семейства (110 души) от селото се изселват в Бразилия.